# Софонов, Игнатий Евстафьевич
Игнатий Евстафьевич Софонов (14.12.1800—9.02.1873, Алапаевск) — изобретатель-самоучка, плотинный мастер. Часто встречается написание фамилии в виде Сафонов, но в прижизненных документах используется Софонов.

## Биография
Родился в семье Евстафия Сидоровича Сафонова,  плотинного мастера алапаевских заводов.
Впервые в России изготовил водяную турбину. В 1837 году создал и установил на Нейво-Алапаевском заводе свою водяную турбину, которая расходовала воды не больше, чем верхнебойное водяное колесо, но развивала вдвое большую мощность.
В 1839 году он устанавливает ещё более мощную турбину на Ирбитском заводе. В 1841 году он создает свою самую совершенную турбину с КПД, равным 0,70 (КПД первой турбины равнялся 0,53), устанавливает её на Нейво-Шайтанском заводе. Первое техническое описание этой турбины было дано инженером Василием Рожковым.
В то время считалось, что самые совершенные водяные колеса действуют на Нижне-Исетском заводе под Екатеринбургом, где три верхнебойных колеса, работавших при напоре воды 6,4 м, требовали для своей работы 800 л/с. Нейво-Шайтанская турбина Софонова работала при напоре воды порядка 3,5 м и расходовала 240 литров в секунду, выполняя большую работу, чем все три Нижне-Исетские колеса.
В 1850 году за технические достижения награждён золотыми часами и правительственной медалью.
Хозяева (в то время это были дочки Сергея Яковлева со своими мужьями) отметили заслуги, наградив его кафтаном из синего сукна, обшитого золотым галуном, шляпой, шёлковой рубахой и плисовыми шароварами. Кроме того, он был назначен приказчиком Нейво-Шайтанского завода и пробыл на этом посту до выхода на пенсию 21 февраля 1862 года.

Дом, построенный Игнатием Софоновым для своей семьи (ул. Ленина, 34/ул. Р. Люксембург, 30), считается одной из достопримечательностей Алапаевска. В после революции нем размещался краеведческий музей, но последние годы оно стоит закрытым.
Именем Софонова в 1964 году названа улица в Алапаевске, установлен памятник.